# الزيلة (ريمة)
الزيلة هي إحدى قرى مديرية الجبين بمحافظة ريمة اليمنية، بلغ تعداد سكانها 1998 نسمة حسب الإحصاء الذي جرى عام 2004.